# Giacomo Alberti (architetto)
Giacomo Alberti (Bedigliora, 10 dicembre 1896 – Massagno, 7 luglio 1973) è stato un architetto svizzero.

## Biografia
Giacomo Alberti nasce da Domenico Alberti e Giuseppina Del Prete, di Astano. Dal 1913 al 1916 frequenta il Corso speciale di architettura presso la Reale Accademia di Belle Arti di Milano, dove si diploma il 9 dicembre 1916 con licenza e Primo Premio. Ha continuato la sua carriera all'accademia e il 15 novembre 1921 viene nominato professore di disegno architettonico. Nel 1922 inizia la sua attività professionale in diversi studi di architettura a Bergamo e a Brescia, dove collabora con gli architetti Luigi Angelini, Marcello Piacentini, l'ingegner Dabbeni e Luigi Moretti.
In questo periodo vinse anche due concorsi per la costruzione di monumenti funebri, che furono poi costruiti sotto la sua direzione a Cantello e Santa Maria della Versa. Progettò e seguì anche la costruzione della Villa Papagni a Bergamo. Nel 1926 si stabilisce a Lugano e insieme all'architetto Bernardo Ramelli progetta e costruisce la Villa Ferrari a Lugano-Besso e la Casa Contoli in Via Lavizzari, sempre a Lugano.
Realizzò importanti restauri (Chiesa di Sant'Antonio a Balerna) e nuovi edifici come la Chiesa di Santa Lucia a Massagno. Nel dicembre 1933 chiede l'ammissione alla SIA (Società ingegneri e architetti), che gli viene accordata nel marzo 1934. Diversi giovani architetti hanno lavorato nel suo studio, tra cui Tita Carloni, Gianfranco Rossi, Tito Lucchini (1960-1961), Angelo Bianchi e Stelio Ballerini (fino al 1952). È stato attivo nell'edilizia privata e pubblica e ha lavorato ininterrottamente fino al 1972.

## Lavori principali
- 1918: Villa Pagnamenta a Sorengo
- 1925: Villino Piffaretti a Lugano
- 1928: Casa Studio dell'Avv. Tarchini a Balerna
- 1928: Villa Ganna a Lugano-Besso
- 1929: Restauro della chiesa di Sant'Antonio a Balerna
- 1931: Fontana Pedrazzini a Locarno
- 1931: Chiesa di Santa Lucia a Massagno
- 1931: Villa Aglio a Bellinzona
- 1932: Villa Bernasconi a Cassarate
- 1933: Casa Rota a Lugano-Loreto
- 1933: casa Albizzati a Lugano
- 1934: Famedio e cimitero di Massagno
- 1934: Chiesa di San Gottardo a Cureggia (ampliamento)
- 1935: scuola elementare a Sorengo
- 1936: Chiesa di Montedato (Lavertezzo)
- 1937–1938: Chiesa Parrocchiale di Santa Teresa di Lisieux a Viganello
- 1941: Casa del Cappello a Lugano
- 1943: cimitero di Pazzalino (Pregassona)
- 1945: Autorimessa Morganti a Molino Nuovo
- 1949: Ampliamento dell'Albergo Unione a Bellinzona
- 1954: scuola elementare a Morbio Inferiore
- 1960: Palazzine in Via Trevano a Lugano
- 1971: Villa Christensen-Pagnamenta a Sorengo